# Hegau-Geschichtsverein
Der Hegau-Geschichtsverein ist ein Geschichtsverein mit Sitz in Singen am Hohentwiel in Baden-Württemberg. Mitglieder des Geschichtsvereins publizieren regelmäßig Beiträge in Jahrbüchern und weiteren Medien.

## Geschichte
Der Verein wurde als Verein für Geschichte des Hegaus auf Initiative des Singener Oberbürgermeisters Theopont Diez und des Kulturamtsleiters Herbert Berner im Jahr 1955 gegründet.

## Aktivitäten
Zweimal im Jahr stellt der Verein ein umfangreiches Programm vor, das aus Vorträgen, Führungen, Wanderungen, Fahrradtouren und Exkursionen besteht. Diese Veranstaltungen werden größtenteils von Mitgliedern des Vereins geplant und durchgeführt, einige auch in Kooperation mit anderen Vereinen, z. B. dem Baarverein. Die meisten Veranstaltungen finden naturgemäß im Hegau und in Konstanz (das historisch eigentlich zum Thurgau gehört) statt, Exkursionen und Vorträge gibt es aber auch in den angrenzenden Gebieten wie der Nordostschweiz, der Baar oder dem Linzgau am nördlichen Ufer des Bodensees.

## Jahrbücher
Jedes Jahr gibt der Verein einen umfassenden Band mit Aufsätzen zu einem übergeordneten Thema heraus, welchen die Mitglieder als Jahresgabe erhalten, beispielsweise
Die Zeitschrift erschien erstmals 1956 und trägt den Titel Hegau mit dem Untertitel Zeitschrift für Geschichte, Volkskunde und Naturgeschichte des Gebietes zwischen Rhein, Donau und Bodensee. 1956 bis 1965 erschienen – mit Ausnahmen – jährlich zwei Bände. Die Bände 1/1956 bis 54/55, 1997/1998 sind digitalisiert und können artikelweise über die Website des Vereins abgerufen werden.
- 2007: »Jüdische Kultur im Hegau und am See«
- 2008: »Natur- und Kulturlandschaft Hegau«
- 2009: »Hegau – Frauen – Geschichte«
- 2010: »Personen, Traditionen – Geschichte«
- 2011: »Auf alten Wegen – Mobilität im Hegau«
- 2012: »Wirtschaft und Gesellschaft«
- 2013: »Adel und Herrschaft«
- 2014: »Kriege, Krisen, Friedenszeiten im Hegau«
- 2015: »Kirche, Glaube, Religion im Hegau«
- 2016: »Kunst- und Künstlerlandschaft Hegau«
- 2017: »Denkmalpflege – Heimatpflege im Hegau«
- 2018: »Umbruchzeiten«
- 2019: »Kulturlandschaft Hegau«

Daneben fördert der Verein Publikationen über den Hegau und seine Geschichte durch Aufnahme in die Reihe "Hegau-Bibliothek", die über 180 Bände umfasst.

## Bibliothek
Die Hegau-Bibliothek ist die Vereinsbibliothek des Hegau-Geschichtsvereins. Sie wird von der Stadt Singen getragen und ist als öffentliche Bibliothek für jeden zugänglich.

## Organe

### Vorstand
Präsident: Manfred Sailer

1. Vorsitzender: Friedemann Scheck, Konstanz

2. Vorsitzende: Sibylle Probst-Lunitz, Radolfzell

Schatzmeister: Bernd Eisenhardt, Singen

Schriftführer: Franz Hofmann, Konstanz

Ehrenvorsitzende: Franz Götz, Singen (1. Vorsitzender bis 2003), Wolfgang Kramer, Engen (1. Vorsitzender bis 2013)

Ehrenpräsident: Wilderich Graf von und zu Bodman (Präsident von 1992 bis 2017)

### Weitere Organe

#### Beiräte
Der Verein wird von einer großen Zahl von Beiräten unterstützt, die auf Vorschlag des Vorstandes von der Mitgliederversammlung berufen werden. Die Liste der Beiräte befindet sich auf der letzten Seite des Jahrbuchs.

### Arbeitskreise
Die Projektarbeit im Verein findet vor allem in Arbeitskreisen statt, in denen sich Gleichgesinnte zusammenfinden, um bestimmte Themen zu vertiefen bzw. spezielle Veranstaltungen anzubieten.
- Arbeitskreis Denkmalpflege
- Arbeitskreis Hegau
- Arbeitskreis Kulturlandschaft
- Arbeitskreis Landeskunde/Landesgeschichte, Stockach
- Nellenburger Kreis (Förderpreis des Archäologie-Preises Baden-Württemberg 2024)